# 수괴

수괴의 예

수괴(水塊, water mass)는 주변 물과 구별되는 물리적 특성이 있는 공통된 형성 역사가 있는 식별 가능한 수역이다. 속성에는 온도, 염분, 화학-동위 원소 비율, 그리고 보수적인 흐름 추적 루틴을 보이는 기타 물리적 특성이 포함된다. 수괴가 규산염, 질산염, 산소, 인산염 등 보수적이지 않은 흐름 추적 루틴에 의해 식별되기도 한다.
수괴는 일반적으로 수괴의 개별 추적 루틴에 의해서뿐 아니라 전 세계 해양의 위치에 의해서도 구별이 된다. 또, 수괴는 수직 위치에 따라서도 구별이 되는데, 표층수괴, 중간층수괴, 심층수괴가 존재한다.
주위의 온도가 매우 낮은 수괴는 냉수괴(冷水塊, cold water mass)라고 부른다.

## 같이 보기
- 해류
- 열염순환
- 용승과 침강
- 쿠로시오 해류#냉수괴